# Chiesa della Concezione al Chiatamone

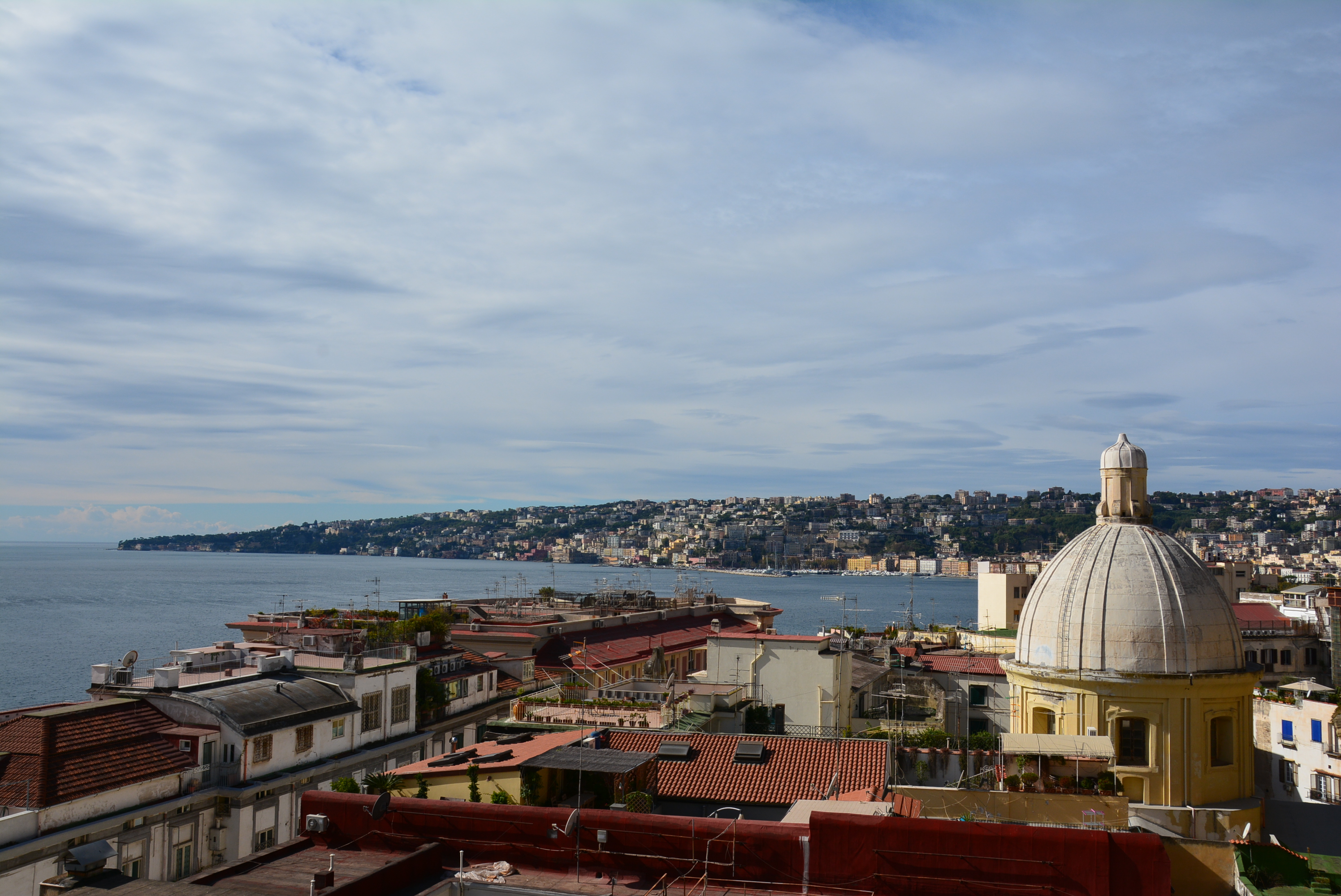
La cupola

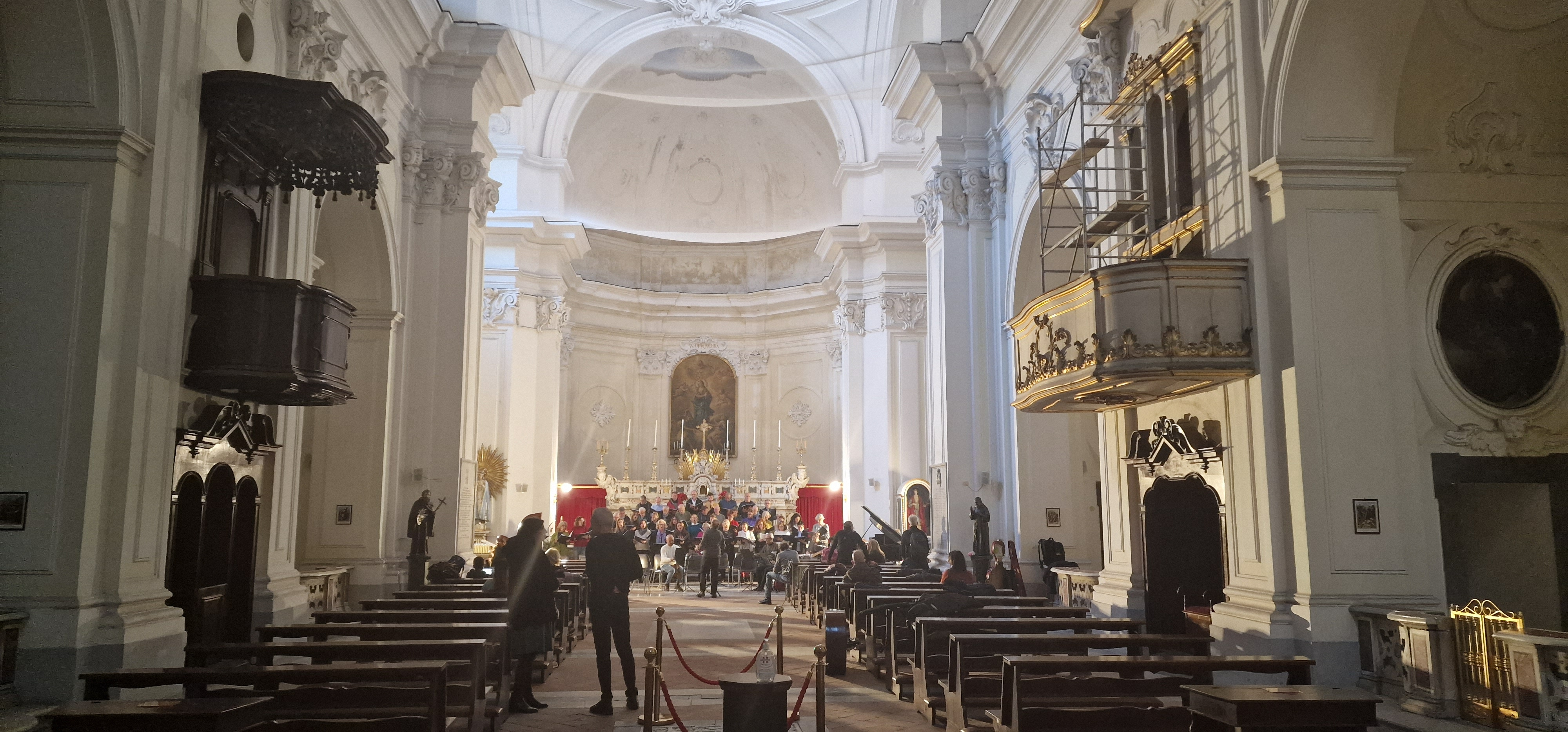
Interno

La chiesa della Concezione al Chiatamone (o le Crocelle, come è popolarmente chiamata) è una chiesa d'origine seicentesca ubicata a Napoli, in via Chiatamone.

## Storia e descrizione
Venne eretta nel XVII secolo grazie alle donazioni dei cittadini ed in particolar mondo della nobildonna Giulia della Castella.
Nei successivi decenni la chiesa subì rimaneggiamenti e espansioni, mentre nel XIX secolo, sotto il dominio francese, il convento fu soppresso e riaperto nel 1821.
Il nome della chiesa deriva dal fatto che i frati che ci vivevano appartenevano all'ordine dei Crociferi.
L'edificio presenta una facciata barocca di Bartolomeo Vecchione, articolata in basso per mezzo di lesene composite (tre per lato), mentre il secondo ordine è scandito da paraste con al centro un finestone sormontato da una decorazione di stucco.
Nell'interno, a croce latina ed a navata unica con cappelle laterali e transetto, sono conservate tele di Paolo De Matteis (sepolto in questa chiesa), Nicola Malinconico e Antonio Sarnelli. Da segnalare anche un crocifisso di Giovanni Bernardino Azzolino e il monumento funebre di John Chetwode Eustace (di stampo neoclassico).
La chiesa è aperta di rado.